# Egirina
L'egirina (abbreviata in Aeg) è un minerale piuttosto diffuso appartenente al gruppo del pirosseno all'interno della classe dei minerali di "silicati e germanati" con la composizione chimica idealizzata NaFe3+[Si2O6]; chimicamente è pertanto un silicato di ferro-sodio. Strutturalmente, l'egirina appartiene agli inosilicati.
L'egirina cristallizza nel sistema cristallino monoclino e di solito sviluppa cristalli lunghi, aghiformi o prismatici con una lucentezza simile al vetro sulle superfici. Spesso questi sono anche collegati ad aggregati minerali radiali. I cristalli da traslucidi a opachi sono di colore da verde scuro a nero-verde. Sul tavolo da disegno, invece, l'egirina lascia una linea giallo-grigia chiara.

## Etimologia e storia
L'egirina prende il nome da Ægir (anche Ägir), il dio norreno del mare, poiché il minerale è stato trovato per la prima volta in Norvegia. Le località tipo sono Rundemyr vicino a Nedre Eiker nella provincia di Buskerud e l'isola di Låven nella provincia di Vestfold a Langesundsfjorden.
Il minerale, un pirosseno brunastro proveniente da Rundemyr vicino a Nedre Eiker nella provincia di Buskerud, fu descritto per la prima volta nel 1821 da Jöns Jakob Berzelius e P. Ström, che lo chiamarono con la parola greca akmit che significa punto, in riferimento alla forma insolitamente appuntita dei cristalli. Nel 1835, un pirosseno verde fu trovato sull'isola di Låven nella provincia di Vestfold nel Langesundsfjord e chiamato da Berzelius egirina in onore di Ægir. Quando si riconobbe che entrambi i campioni appartenevano alla stessa specie minerale, si decise di tenere il nome akmit come sinonimo del minerale egirina.
Occasionalmente, all'egirina fu anche dato il sinonimo schefferite. Tuttavia, questo nome è stato assegnato dal sottocomitato IMA nel 1988 a una varietà di diopside contenente manganese scoperta nella comunità mineraria svedese di Långban.

## Classificazione
Già nell'obsoleta 8ª edizione della sistematica minerale secondo Strunz, l'egirina appartiene alla classe minerale dei "silicati e germanati" e lì alla classe degli "inosilicati", dove insieme a giadeite e cosmocloro forma la "serie della giadeite" con il sistema nº VIII/D.01c all'interno del gruppo dei "clinopirosseni" monoclino-prismatici.
Nella Sistematica dei lapis (Lapis-Systematik) di Stefan Weiß, che si basa ancora su questa vecchia edizione di Strunz per rispetto verso i collezionisti privati e le collezioni istituzionali, al minerale è stato assegnato il sistema e il minerale nº VIII/F.01-140. In questa Sistematica ciò corrisponde anche alla classe "Silicati a catena e a bande", dove l'egirina insieme ad augite, egirina-augite, davisite, diopside, esseneite, grossmanite, hedenbergite, giadeite, jervisite, johannsenite, kanoite, clinoenstatite, clinoferrosilite, cosmocloro, kushiroite, namansilite, natalyite, omfacite, petedunnite, pigeonite, spodumene e tissintite forma il sottogruppo dei "clinopirosseni" all'interno del "gruppo pirosseno" che va da F.01 a F.02 (a partire dal 2018).
Anche la 9ª edizione della sistematica minerale di Strunz, valida dal 2001 e aggiornata dall'Associazione Mineralogica Internazionale (IMA) nel 2024, classifica l'egirina nel dipartimento degli "inosilicati"; questo è ulteriormente suddiviso in base alla struttura delle catene, in modo che il minerale sia classificato nella suddivisione "Inosilicati con catene singole di periodo 2, Si2O6; famiglia del pirosseno" dove, insieme a giadeite, jervisite, cosmocloro, namansilite e natalyite, forma il sistema nº 9.DA.25.
La classificazione dei minerali secondo Dana classifica l'egirina nella classe dei "silicati e germanati" e lì nella sottoclasse dei "minerali silicati a catena". La si trova insieme a giadeite, namansilite, cosmocloro, natalyite e jervisite nel gruppo dei "clinopirosseni C2/c (Na-clinopirosseni)" con il sistema nº 65.01.03c e che si trova all'interno della suddivisione "Silicati a catena: catene semplici non ramificate, W=1 con catene P=2".

## Chimica
La composizione idealizzata (teorica) dell'egirina (NaFe3+Si2O6) è costituita per il 9,95% da sodio (Na), per il 24,18% da ferro (Fe), per il 24,32% da silicio (Si) e per il 41,56% da ossigeno (O).
Tuttavia, a causa della formazione di cristalli misti con l'edenbergite (CaFe2+Si2O6), parte del sodio è spesso sostituito dal calcio. Inoltre, la sostituzione può contenere anche magnesio, titanio, vanadio e bassi livelli di terre rare, berillio, zirconio, torio e manganese.

## Abito cristallino
L'egirina cristallizza nel sistema monoclino nel gruppo spaziale C2/c (gruppo nº 15) con i parametri reticolari a = 9,66 Å, b = 8,80 Å, c = 5,29 Å e β = 107,4° oltre a 4 unità di formula per cella unitaria.

## Varietà e modificazioni
Una varietà di egirina contenente manganese è chiamata urbanite.
Se invece nella composizione il Fe3+ è sostituito dall'alluminio, la varietà prende il nome di acmite.

## Origine e giacitura
L'egirina si forma nelle rocce ignee come la sienite, la carbonatite, ma anche nei graniti basici. I minerali associati includono aenigmatite, apofillite, arfvedsonite, astrofillite, catapleiite, eudialite, vari feldspati contenenti potassio, nefelina, riebeckite e serandite.
Come formazione minerale comune, l'egirina può essere trovata in molti siti, con circa 1200 siti documentati a partire dal 2020.
Oltre alle sue località tipo Rundemyr (Nedre Eiker, Buskerud) e Låven (Vestfold), l'egirina è apparsa anche in Norvegia in molte altre regioni delle province di Trøndelag, Oppland, Oslo e Telemark.
In Germania, l'egirina è stata trovata in diverse regioni della Foresta Nera, sul Kaiserstuhl e nell'Odenwald nel Baden-Württemberg; sul Großer Teichelberg e vicino a Bad Berneck im Fichtelgebirge in Baviera; nei pressi di Perlenhardt-Königswinter e Wachtberg (Hohenburg) nella Renania Settentrionale-Vestfalia; all'Ettringer Bellerberg vicino a Ettringen in Renania-Palatinato, nonché a Brunsbüttel, Schwedeneck e Groß Pampau nello Schleswig-Holstein.
In Austria, il minerale è stato trovato sul Pauliberg nel Burgenland; Pleschitzkogel in Carinzia, Schlossberg e Puchberg am Schneeberg (in Bassa Austria), sull'Einberg e nella "Grube Haagen" presso Abtenau, nonché sul Grabenbach e sul Grubach presso Golling an der Salzach a Salisburgo; nella miniera di gesso vicino a Bad Aussee in Stiria, al Tarntaler Köpfe in Tirolo e a Dalaas nel Vorarlberg.
In Svizzera, egirina si è finora esibito solo in Ausserferrera e in Val Starlera nel Reno Posteriore e in Val Lumnezia nel Canton Grigioni.
Noti anche per gli straordinari ritrovamenti di egirina sono il Monte Malosa vicino a Zomba in Malawi e l'area intorno al Langesundsfjord nell'ex provincia norvegese di Vestfold, dove sono stati trovati cristalli prismatici ben formati di dimensioni fino a 15 e 30 cm. Inoltre, buoni cristalli di egirina si possono trovare anche a Monte Saint-Hilaire in Québec e in altre regioni del Canada, così come nella penisola di Kola e in molte altre regioni della Russia.
Essendo un minerale molto diffuso, l'egirina è stata rinvenuta in moltissimi altri siti sparsi per il mondo.
In Italia l'egirina è stata trovata nelle lave di Pantelleria in Sicilia e dell'Isola di San Pietro in Sardegna.

## Forma in cui si presenta in natura
L'egirina si trova sotto forma di cristalli prismatici di colore verde scuro terminati da piramidi acute noti tra i collezionisti per la loro bellezza e che spesso permettono di distinguerla dall'augite, che è molto simile. Può presentarsi anche sotto forma di granuli o masse compatte o fibrose.